# Efes Pilsen Spor Kulübü 2009-2010
Questa voce raccoglie le informazioni riguardanti l'Efes Pilsen Spor Kulübü nelle competizioni ufficiali della stagione 2009-2010.

## Stagione
La stagione 2009-2010 dell'Efes Pilsen Spor Kulübü è la 32ª nel massimo campionato turco di pallacanestro, la Türkiye 1. Basketbol Ligi.

## Roster
Aggiornato al 21 marzo 2021.
| Efes Pilsen 2009-10 | Efes Pilsen 2009-10 |
| Giocatori           | Staff tecnico       |
| ------------------- | ------------------- |

| N. | Naz.                                    | Ruolo | Nome             | Anno | Alt.   | Peso   |  |
| -- | --------------------------------------- | ----- | ---------------- | ---- | ------ | ------ |  |
| 4  | Croazia (bandiera)                      | C     | Mario Kasun      | 1980 | 213 cm | 117 kg |  |
| 7  | Stati Uniti (bandiera)                  | G     | Charles Smith    | 1975 | 193 cm | 88 kg  |  |
| 8  | Serbia (bandiera)                       | G     | Igor Rakočević   | 1978 | 191 cm | 83 kg  |  |
| 9  | Stati Uniti (bandiera)                  | AP    | Preston Shumpert | 1979 | 198 cm | 95 kg  |  |
| 10 | Turchia (bandiera)                      | PG    | Kerem Tunçeri    | 1979 | 190 cm | 85 kg  |  |
| 11 | Stati Uniti (bandiera)                  | G     | Bootsy Thornton  | 1977 | 193 cm | 88 kg  |  |
| 12 | Turchia (bandiera)                      | AG    | Kerem Gönlüm (C) | 1977 | 208 cm | 102 kg |  |
| 14 | Turchia (bandiera)                      | C     | Kaya Peker       | 1980 | 207 cm | 110 kg |  |
| 15 | Turchia (bandiera)                      | C     | Duşan Çantekin   | 1990 | 221 cm | 112 kg |  |
| 21 | Slovenia (bandiera)                     | AP    | Boštjan Nachbar  | 1980 | 205 cm | 103 kg |  |
| 22 | Serbia (bandiera)                       | P     | Bojan Popović    | 1983 | 191 cm | 86 kg  |  |
| 23 | Albania (bandiera) · Turchia (bandiera) | AC    | Ermal Kuqo       | 1980 | 206 cm | 118 kg |  |
| 25 | Porto Rico (bandiera)                   | C     | Daniel Santiago  | 1976 | 216 cm | 120 kg |  |
| 32 | Turchia (bandiera)                      | G     | Sinan Güler      | 1983 | 192 cm | 95 kg  |  |
| 33 | Turchia (bandiera)                      | P     | Ender Arslan     | 1983 | 190 cm | 82 kg  |  |
| 44 | Turchia (bandiera)                      | AC    | Ali Işık         | 1990 | 208 cm | 105 kg |  |

| Allenatore                                                         |
| - Ergin Ataman                                                     |
| Assistente/i                                                       |
| - Ufuk Sarıca Legenda - (C) Capitano - (IN) Inattivo - Infortunato |

## Mercato

### Sessione estiva
| Acquisti | Acquisti        | Acquisti        | Acquisti      | Acquisti |
| R.a      | Nome            | da              | Modalità      |          |
| -------- | --------------- | --------------- | ------------- | -------- |
| G        | Igor Rakočević  | Saski Baskonia  | definitivo    |          |
| C        | Daniel Santiago | Vaq. de Bayamón | definitivo    |          |
| AC       | Ermal Kuqo      | Valencia        | definitivo    |          |
| AP       | Boštjan Nachbar | Dinamo Mosca    | definitivo    |          |
| AG       | Barış Hersek    | Darüşşafaka     | fine prestito |          |

| Cessioni | Cessioni           | Cessioni          | Cessioni       | Cessioni |
| R.       | Nome               | a                 | Modalità       |          |
| -------- | ------------------ | ----------------- | -------------- | -------- |
| P        | Miloš Vujanić      | Murcia            | fine contratto |          |
| AP       | Cenk Akyol         | Scandone Avellino | fine contratto |          |
| G        | Mustafa Abi        | İTÜ Istanbul      | fine contratto |          |
| P        | Engin Atsür        | Beşiktaş          | fine contratto |          |
| AG       | Michalīs Kakiouzīs | Aris Salonicco    | fine contratto |          |
| C        | Bora Paçun         | Darüşşafaka       | fine contratto |          |
| AG       | Barış Hersek       | Bandırma Banvit   | prestito       |          |

### Dopo l'inizio della stagione
| Acquisti | Acquisti      | Acquisti       | Acquisti     | Acquisti   |
| R.       | Nome          | da             | Data         | Modalità   |
| -------- | ------------- | -------------- | ------------ | ---------- |
| P        | Bojan Popović | Lietuvos rytas | gennaio 2010 | definitivo |

| Cessioni | Cessioni | Cessioni | Cessioni | Cessioni |
| R.       | Nome     | a        | Data     | Modalità |
| -------- | -------- | -------- | -------- | -------- |